# Kulu Ganja
 (août 2015).
Si vous disposez d'ouvrages ou d'articles de référence ou si vous connaissez des sites web de qualité traitant du thème abordé ici, merci de compléter l'article en donnant les références utiles à sa vérifiabilité et en les liant à la section « Notes et références ».
Kulu Ganja de son vrai nom Kulusé Ganja Antourel, né en 1979, est un auteur-compositeur-interprète de reggae, de dancehall et de rap originaire de la Martinique (Antilles françaises). 
Kulu Ganja est un des piliers de la musique dancehall martiniquaise. Il commence à côtoyer la scène musicale à l'âge de 16 ans où il fonde le groupe RuffNeg. Il évolue au sein de ce collectif durant ses quatre années d'existence, durant lesquelles le groupe enchaîne les succès, les scènes à l'étranger et en France. 
Depuis, c'est en solo et en indépendant que Kulu Ganja poursuit sa carrière de chanteur. Il a cinq albums solo à son actif et a arpenté plusieurs pays parmi lesquels les États-Unis, la Colombie, la Nouvelle-Calédonie... d'où se sont suivies de riches rencontres et collaborations parmi lesquelles Lord Kossity, Matt Houston, Stomy Bugsy, Admiral T, Kalash, Orlane, Jean-Marie Ragald et bien d'autres.
Official Vol. II, son 6ème album sort le 26 février 2017, avec comme titre phare "Ou Wo" qui marque le passage à des projets exclusivement en reggae.

## Biographie
Né d’un père batteur et d’une mère chorégraphe, Kulu Ganja a grandi entre le Canada et la Martinique. Il est un interprète et compositeur complet sachant évoluer aussi bien dans le registre reggae que dans celui du dancehall ou du rap.
Sa première apparition télévisée a été avec les Kalens Boyz sous le nom de « Shark-T » lors du show Spécial 20 ans de Kassav’ sur RFO interprétant le titre « Darling » de Patrick Saint-Eloi revisité façon dancehall, accompagné de Djama Keita et Original Sly.
En 1996, Kulu Ganja à peine majeur monte le groupe RuffNeg composé de Pleen Pyroman, Matinda Di Lion alors appelé Admiral Leidy, et Ras Daniel sous les recommandations de Don Miguel et Levy. C’est alors le début de l’épopée RuffNeg, groupe mythique et précurseur du reggae et du dancehall aux Antilles francaises. Sur leur premier album, sorti la même année « Série Limitée », on peut y retrouver des morceaux comme « An Nou Ay » ou encore « RuffNeg ».
En 1997 sort "Unis Vers All", leur deuxième album, sur lequel Kulu Ganja se fait remarquer avec des titres phares comme "Let’s go dancing", "One Two Three" avec en featuring Typical Féfé, ou encore le hit "My miss" qu'il co-interprète avec Delikate.
C'est alors que le groupe RuffNeg et les Neg'Marrons du Secteur Ä s'unissent pour réaliser un album en commun nommé "RuffNeg'Marrons" qui sort en 1998. Sur cet album, on peut notamment retrouver "Comme les 5 doigts de la main" et "400 ans".
Ensuite, les RuffNeg se dispersent et continuent chacun leur carrière en solo.
En 1999, il participe à la compilation "Karukera Sound" sur le titre "Ô Karukera" en featuring avec Admiral T, Féfé Typical et Ti Bob, mais aussi à l’album de Saël avec le titre "C’est Party" en featuring avec Valley.
En 2001, le titre "Tu Blagues" en featuring avec Djamatik sort sur la compilation "Reggae Dream".
Il obtient des contrats intéressants, comme la collaboration fructueuse avec le chanteur RnB Matt Houston. Ainsi, en 2003, il apparait dans le clip "Chabine" et interprète le titre "Wicked" sur la compilation "Hip Hop Double Face 5" en featuring avec Matt Houston. Il sort également le titre "Juste toi et Moi" en featuring avec Lynnsha sur la compilation "Savage Riddim" produite par Laskez.
En 2004, Kulu Ganja est appelé par la production "Kickilla Records" de Captain Nico et Mister Francky. Ensemble, ils réalisent son premier album solo "Lion Bizness" composé de nombreux featurings comme Krys, Nazareken, Lord Kossity, Straïka D, Matt Houston et bien d’autres.
En 2007, sort son deuxième album intitulé "Pure Love" réalisé avec Pure Love Production. Sur cet album, se retrouve le hit qui a tourné en boucle sur les chaines de télévision (Trace Tv, ATV, etc.) "Ruff Neg Unit" où l'on pouvait entendre à nouveau le groupe RuffNeg recomposé entièrement, et Yaniss Odua au refrain. Sur cet opus, a eu lieu la première collaboration de l’artiste avec DonShorty Production sur le titre "Lanmou".
En 2009, Kulu Ganja fait la connaissance de Dj Raptor qui, avec « Mad », possède une société de production musicale : W.I. Production. C'est alors que nait le troisième album solo de Kulu nommé « G5 ». On y retrouve des morceaux comme "Soirée Tropical" en featuring avec Lieutenant et le crooner du zouk Jean-Marie Ragald. Kulu Ganja s’essaie au zouk sur le titre « Casser Les Reins » en featuring avec Raptor. Sur cet album on pouvait aussi retrouver le titre « Welcome To The Hood », sur lequel Kulu a réuni les meilleurs locaux mais également des jeunes prometteurs; on peut ainsi entendre Nazareken, Pleen Pyroman, Djama Keita, Jacob Desvarieux, Kalash, Danthology et Dr Charly.
En 2011, c'est avec DonShorty que Kulu Ganja a décidé de s'allier afin de préparer son quatrième album intitulé Official vol.1. Dès la pochette, on remarque sa deuxième passion, le basket, qui lui a permis de relativiser les « beefs » que les titres « A So Me Seh », « Man pa pè » et « Kon An Fizi » sur une version de Rick Ross ont permis de clore. 90 % des titres sont composés et enregistrés par DonShorty. Des titres connus sur la toile comme « Ou Ja Sav », « A So Mi Seh » ou « Ansanm » avec Sista Jahan, y sont présents, ainsi que le titre « My Luv » avec la chanteuse de zouk Orlane.
En 2012, Kulu Ganja sort son cinquième album Très Clean produit par Aztek Production avec en titre phare le morceau du même nom Très Clean.
En 2014, Matt Houston et Kulu Ganja se retrouvent à nouveau sur un même titre pour un hommage à Miss France, sous le nom de « Miss Flora ».
En 2015, Kulu Ganja se penche sur son 6e album, et sort deux singles « Stamina » et « Krazé Kay La » qui figurent sur la compilation de Chabine Prod, les "Tubes du Dancehall Vol. III". Il monte également son label RNU Empire et sa marque du même nom.  
La sortie de son 6ème album Official Vol. II le 26 février 2017, avec le single 'Ou Wo" (composé par Kévin Toris et Donshorty) après trois singles clippés dancehall, marque un tournant pour le chanteur, qui a décidé de ne se consacrer qu’à des productions reggae, et à des lyrics conscients. 

## Discographie

### Albums
- 1996 : RuffNeg
- 1997 : Uni Ver All
- 1998 : RuffNegMarron
- 2004 : Lion Business
- 2007 : Pure Love
- 2009 : G5
- 2011 : Official Vol. I
- 2012 : Très Clean
- 2017 : Official Vol. II

### Compilations et participations sur albums
- 1999 : Saël and Friends avec le titre C'est Party (featuring Valley)
- 2001 : Reggae Dream avec le titre Tu Blagues (featuring Djamatik)
- 2003 : Savage avec le titre Juste Toi et Moi (featuring Lynnsha)
- 2003 : Hip Hop Double Face avec le titre Wicked (featuring Matt Houston)
- 2015 : Les Tubes du Dancehall Vol.3 avec le titre Krazé Kay la
- 2015 : Canicule 1.0 avec le titre Fodébiyé

### Singles
- 2014 : Miss Flora (featuring Matt Houston)
- 2015 : Stamina
- 2015 : Dejate de Cuento (featuring Open Mind Groove)
- 2015 : RNU Empire (featuring Nazareken et Raptor)
- 2016 : Pure Faya (featuring Dasinga)
- 2016 : Gzup
- 2017 : Bien High (featuring Dj Raptor et Nazareken)
- 2017 : Ou Wo